# Burgberg im Allgäu
Burgberg im Allgäu est une commune de Bavière (Allemagne), située dans l'arrondissement d'Oberallgäu, dans le district de Souabe.